# Sociální demokracie
Sociální demokracie je středolevicová politická ideologie vycházející ze socialismu, která se přes ekonomické i sociální zásahy státu snaží dosáhnout sociální spravedlnosti a rovnosti uvnitř tržní ekonomiky. Cílem sociální demokracie je vybudování sociálního státu, ve kterém by byl zajištěn blahobyt občanů pomocí přerozdělování bohatství, vyššího zdanění majetnějších osob, ale také participativní demokracie a regulace ekonomiky (tzv. sociálně-tržní hospodářství nebo sociální kapitalismus). Je charakteristická bojem proti nerovnostem, útlaku a privilegiím, snahou skoncovat s chudobou, stejně tak jako podporou veřejných služeb a práv zaměstnanců, díky čemuž má mnohdy úzké vztahy s odbory. Usiluje tak o rovnostářskou, demokratičtější a solidárnější společnost, ale jejím cílem není překonání kapitalismu. Bývá popisována jako nejčastější forma západního a moderního socialismu, potažmo jako reformistické křídlo demokratického socialismu.
Původně byla sociální demokracie směrem, který usiloval o mírovou transformaci tržní ekonomiky v socialismus, na přelomu 19. a 20. století se však sociálnědemokratické strany začaly tříštit na radikální (revoluční) a umírněné (reformistické, revizionistické) křídlo, což v mnoha státech vyústilo ve stranický rozkol (např. odtržení KSČ od ČSDSD nebo rozpad RSDDP). Po druhé světové válce přijali sociální demokraté keynesiánství jakožto ekonomický směr, kterého se po jeho inovaci v neokeynesiánství a krátkém odklonu k třetí cestě (pouze některé sociálnědemokratické strany; přibližně mezi lety 1990 a 2010) drží do současnosti. Právě příklon ke třetí cestě a neoliberálním reformám v podobě politiky škrtů, volného obchodu, deregulace, privatizace a redukce sociálního státu dávají někteří politologové do souvislosti s drastickým propadem sociálnědemokratických stran v Evropě a příklonem jejich tradičních voličů k levicově či pravicově populistickým subjektům. Mezi další ekonomické směry, které sociální demokracie prosazuje, patří sociálně liberální a skandinávský model.
Ideologicky má sociální demokracie blízko k progresivismu a případně i k zelené politice. Zástupcem sociálních demokratů v Česku je Sociální demokracie (SOCDEM), která je členem Socialistické internacionály, Strany evropských socialistů a Progresivní aliance. Mezi další české sociálnědemokratické strany či hnutí patří například Stačilo!, Idealisté nebo Budoucnost. Za sociálnědemokratickou se označuje také ČSSD – Česká suverenita sociální demokracie.

## Socialistická internacionála
Socialistická internacionála (SI) – celosvětová organizace sdružující sociálnědemokratické strany a strany demokratického socialismu – definuje sociální demokracii jako ideální formu (liberální) demokracie, která je schopná řešit společenské problémy, které vytváří neregulovaný kapitalismus. SI zdůrazňuje následující principy lidského společenství (následuje volný překlad):
- Svoboda.  Princip svobody zajišťuje svobodu jednotlivce, ale i svobodu člověka uvnitř společenství. Každý člověk má právo chovat se a konat tak, aby mohl nejlépe dosáhnout svých individuálních cílů a naplnit a využít své schopnosti a možnosti. Právo na svobodnou vůli v chování a jednání musí být zachováno pro každého, realizací tohoto práva jedním člověkem nesmí být omezeno toto právo u jiného člověka. Zachování svobody pro každého člověka uvnitř lidského společenství je možné pouze v případě, že lidstvu jako celku se podaří v dlouhověkém zápase osvojit si vlastní historii a zajistit, aby žádný člověk nebyl na základě různosti společenské vrstvy, pohlaví, náboženství nebo rasy omezen na svých svobodách.

- Rovnost a spravedlnost.  Princip rovnosti zaručuje stejnou vážnost všech lidských bytostí a je základním předpokladem pro svobodný vývoj každé lidské osobnosti. Základní ekonomická, sociální a kulturní rovnost uvnitř společenství je nezbytná pro společenskou rozmanitost a sociální rozvoj. Princip spravedlnosti ve společenství se řídí principem rovnosti a principem svobody. Znamená rovnost v právech a požaduje vyrovnávání fyzických, mentálních a apriorních sociálních nerovností, stejně jako osvobození od absolutní závislosti na vlastnících výrobních prostředků nebo držitelích politické moci.

- Solidarita.  Solidarita je všezahrnující a globální. Je praktickým projevem lidské humanity, lidskosti a schopnosti soucítění s oběťmi nespravedlnosti a nerovnosti. Solidarita je vyzdvihována a oslavována všemi významnými humanistickými tradicemi. V současné době s bezprecedentní vzájemnou závislostí mezi jednotlivci a národy nabývá solidarita ještě většího významu.

Původně byly členy sociálnědemokratických stran jak demokratičtí socialisté, tak revoluční socialisté, např. Rosa Luxemburgová nebo Vladimir Lenin. Po první světové válce a Říjnové revoluci je sociální demokracie spojena výlučně s nerevolučním politickým směrem.

## Symbolika

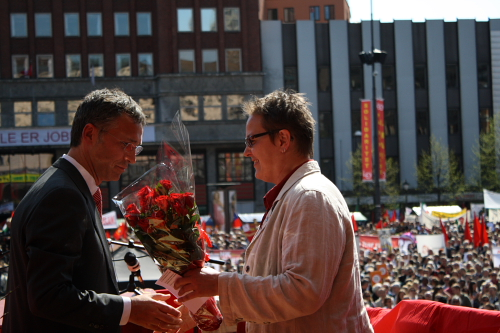
Norský premiér Jens Stoltenberg během oslav 1. máje v Oslu

Sociální demokraté jako svou symboliku často používají růži. Barvou sociálně demokratických strana je pak z velké většiny červená, respektive rudá, vycházející ze socialistické tradice, ojediněle též růžová, oranžová či modrá.